# Oude IJsselstreek
Oude IJsselstreek (en bajo sajón neerlandés: Olde Iesselstreek) es un municipio de la Provincia de Güeldres de los Países Bajos, creado el 1 de enero de 2005 por la fusión de dos antiguos municipios: Gendringen y Wisch.

## Galería

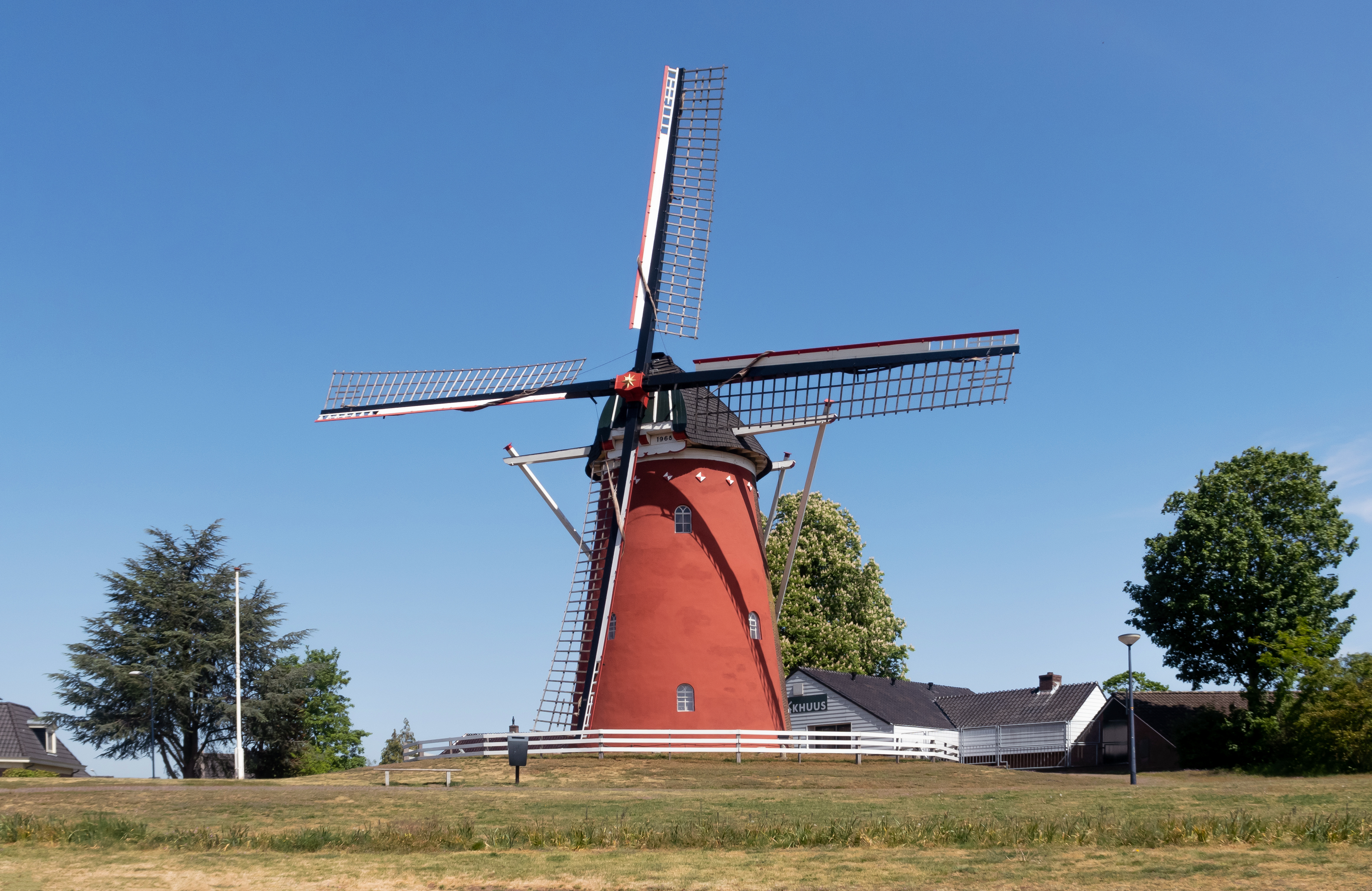
Silvolde, el molino: el Gerritsens Molen
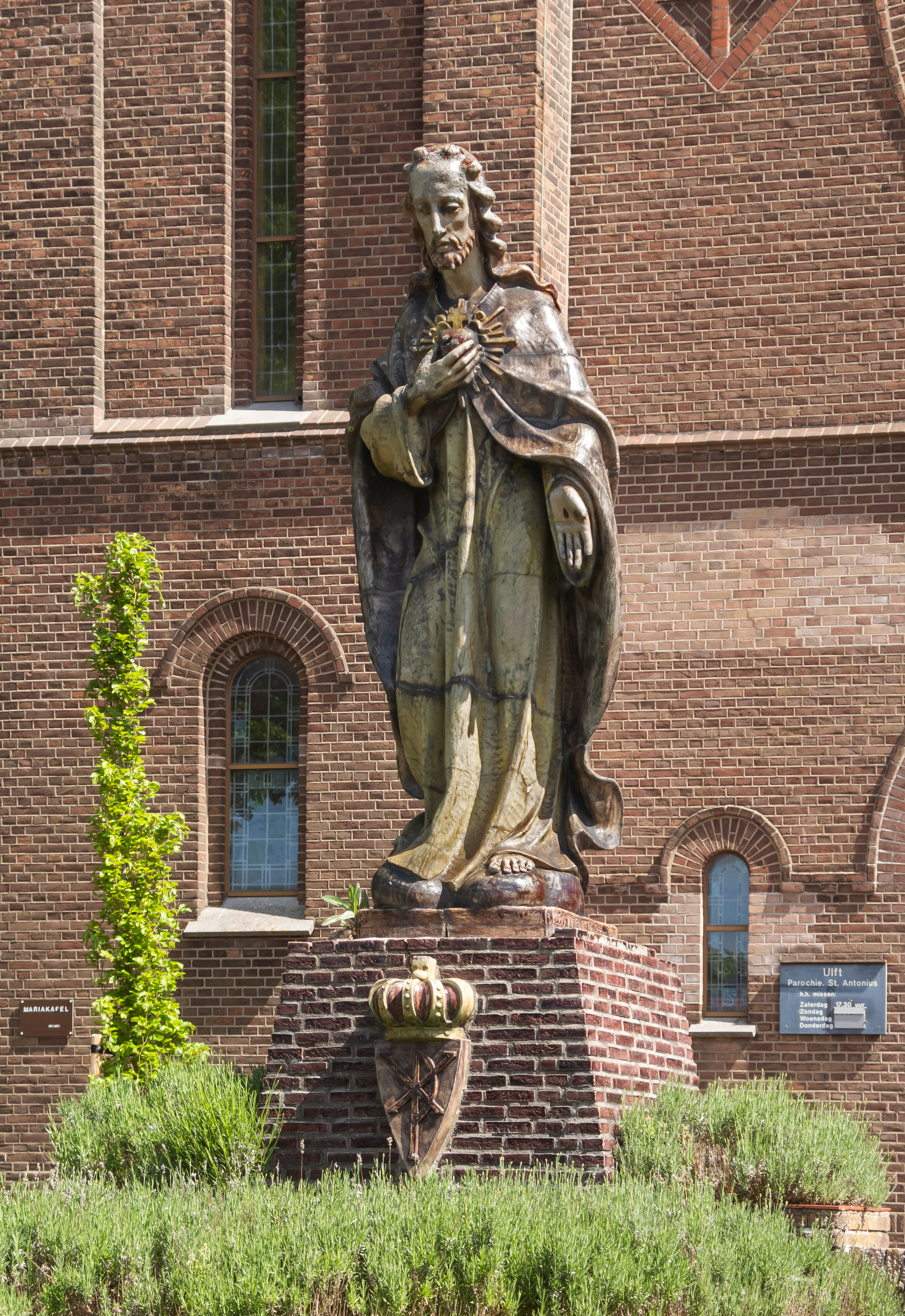
Ulft, la estatia het Heilig Hartbeeld
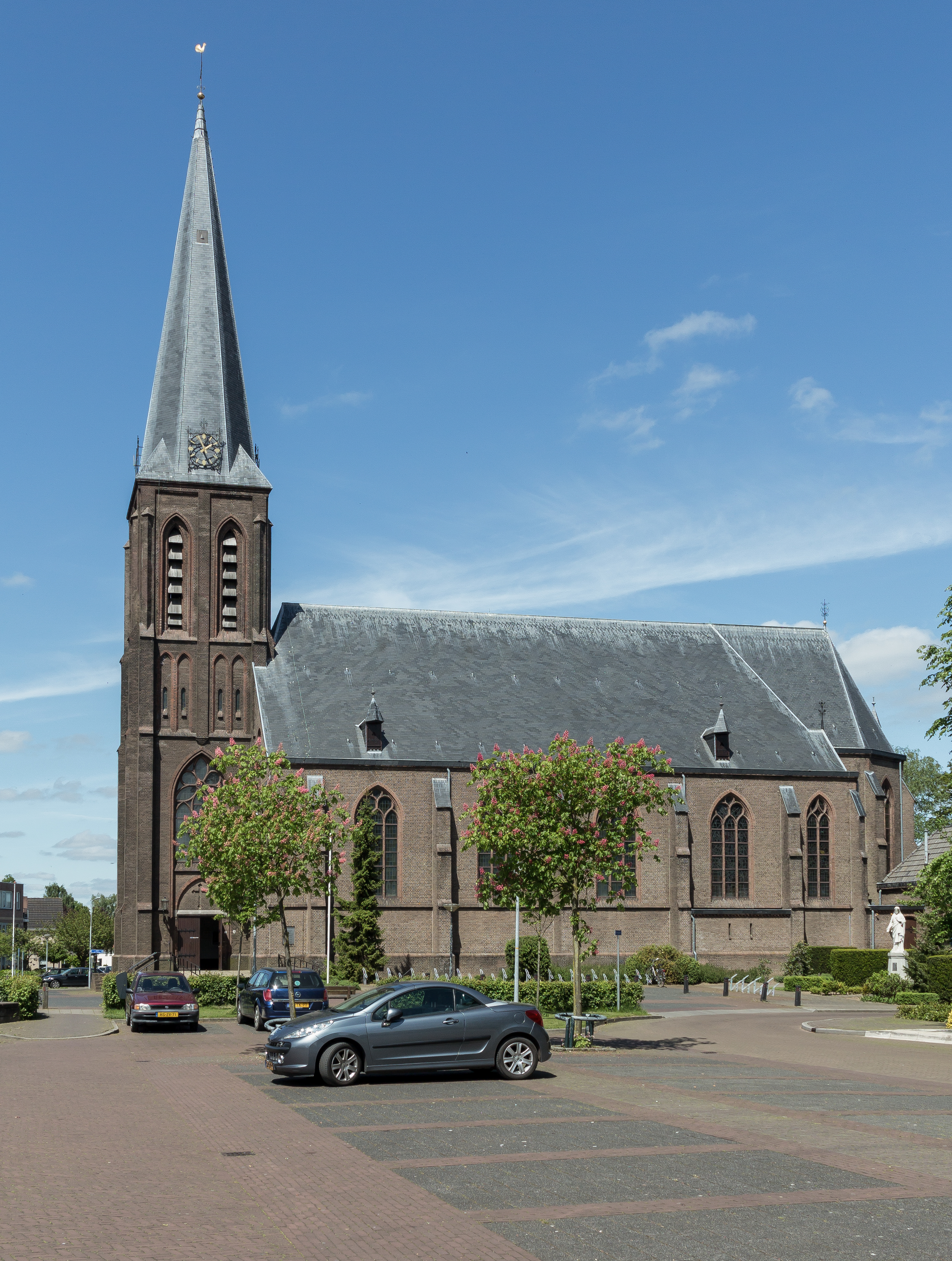
Gendringen, la iglesia: la Sint Martinuskerk
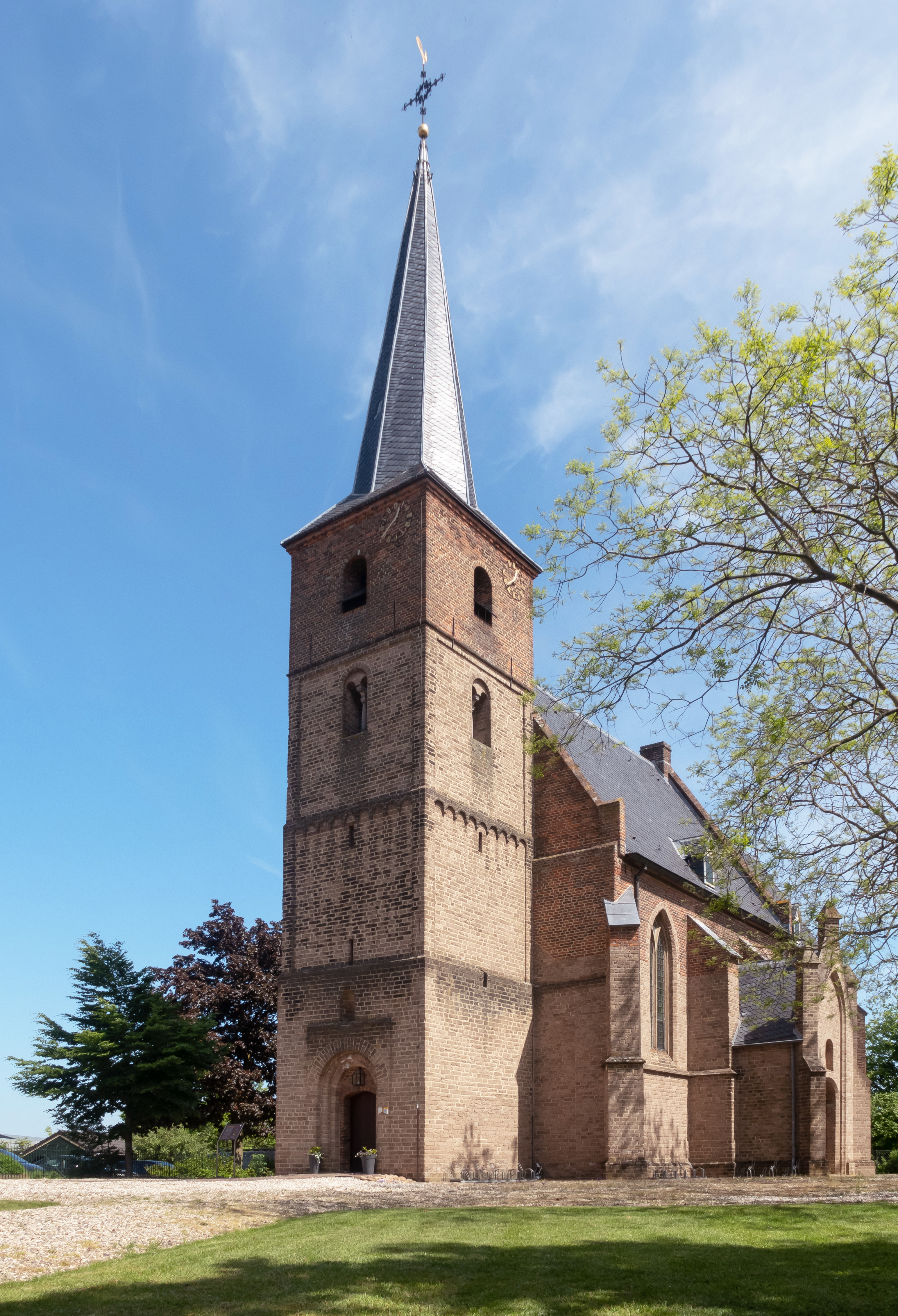
Etten, la iglesia: la Sint-Maartenskerk
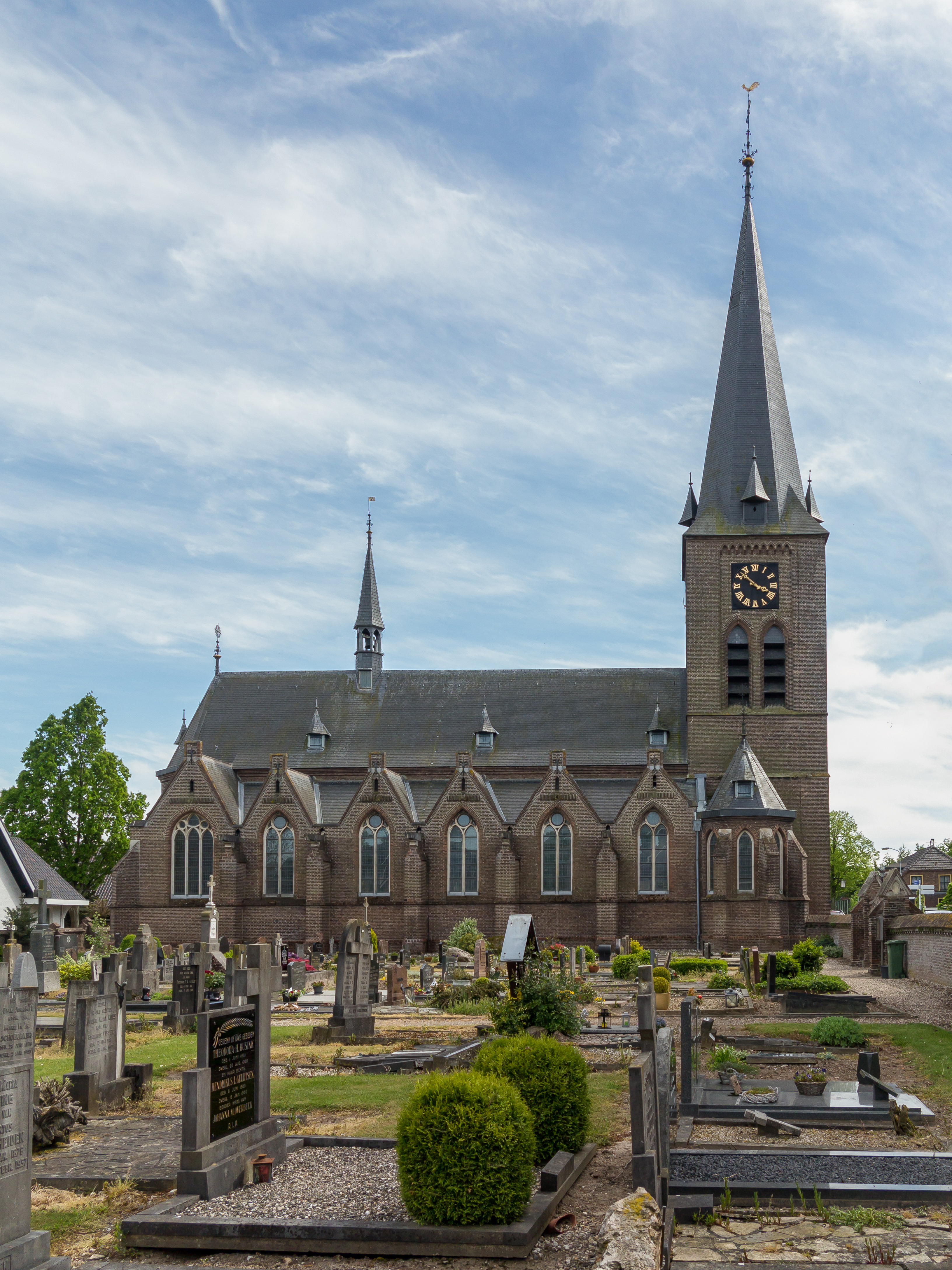
Netterden, la iglesia: la Sint Walburgiskerk
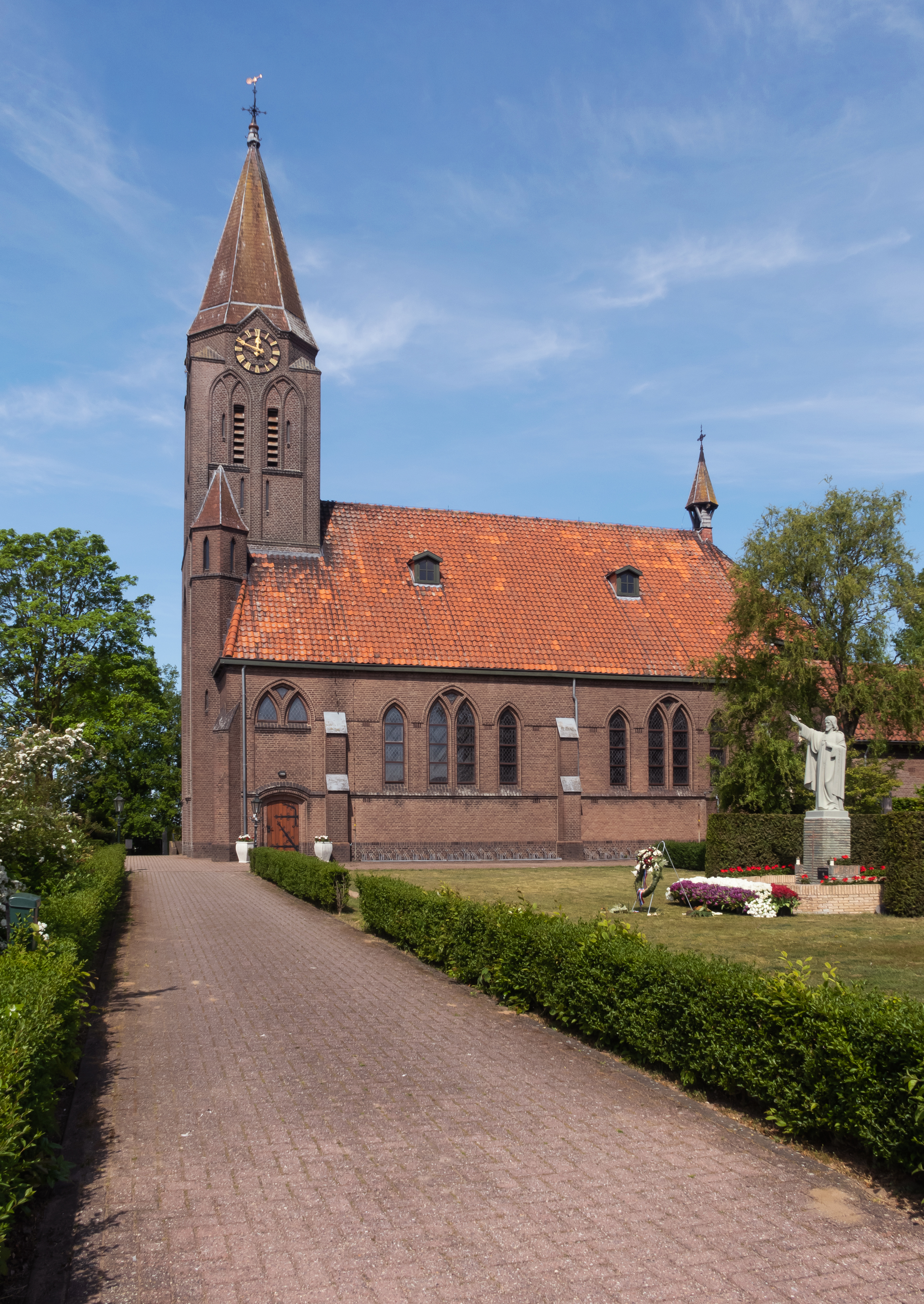
Varsselder, la iglesia: los Martelaren van Gorcumkerk